# Lista chorążych reprezentacji Wysp Świętego Tomasza i Książęcej na igrzyskach olimpijskich
Lista chorążych reprezentacji Wysp Świętego Tomasza i Książęcej na igrzyskach olimpijskich – lista zawodników i zawodniczek reprezentacji Wysp Świętego Tomasza i Książęcej, którzy podczas ceremonii otwarcia nowożytnych igrzysk olimpijskich nieśli flagę narodową.

## Chronologiczna lista chorążych
| Lp. | Rok i miejsce | Chorąży              | Dyscyplina    |
| --- | ------------- | -------------------- | ------------- |
| 1   | 1996, Atlanta | Sortelina Pires      | Lekkoatletyka |
| 2   | 2000, Sydney  | Naide Gomes          | Lekkoatletyka |
| 3   | 2004, Ateny   | Fumilay Fonseca      | Lekkoatletyka |
| 4   | 2008, Pekin   | Celma da Graça       | Lekkoatletyka |
| 5   | 2012, Londyn  | Lecabela Quaresma    | Lekkoatletyka |
| 6   | 2016, Rio     | Buly Triste          | Kajakarstwo   |
| 7   | 2020, Tokio   | D'Jamila Tavares     | Lekkoatletyka |
| 7   | 2020, Tokio   | Buly Triste          | Kajakarstwo   |
| 8   | 2024, Paryż   | Gorete Semedo        | Lekkoatletyka |
| 8   | 2024, Paryż   | Roldeney de Oliveira | Judo          |